# Жолтаптик
Жолтапти́к (каз. Жолтаптық) — село у складі Железинського району Павлодарської області Казахстану. Входить до складу Актауського сільського округу.
Населення — 87 осіб (2021; 133 у 2009, 317 у 1999, 386 у 1989).
Національний склад станом на 1989 рік:
- казахи — 74 %.